# Autovia del Nord-oest
L'Autovia del Nord-oest (A-6) és una de les sis autovies radials d'Espanya, que uneix la Comunitat de Madrid amb Galícia passant per Castella i Lleó. A més, també permet connectar Astúries i el nord de Portugal amb el centre de la península.

## Trams
| Denominació | Tram                                 | km  |
| ----------- | ------------------------------------ | --- |
| A-6         | Madrid - Villalba (Collado Villalba) | 42  |
| AP-6        | AP-6 (Villalba - Adanero)            | 68  |
| A-6         | Adanero - Medina del Campo           | 47  |
| A-6         | Medina del Campo - Benavente         | 107 |
| A-6         | Benavente - Astorga                  | 59  |
| A-6         | Astorga - Ponferrada                 | 65  |
| A-6         | Ponferrada - Baamonde                | 135 |
| A-6         | Baamonde - Arteixo                   | 72  |